# Septoria castaneicola
Septoria castaneicola är en svampart som beskrevs av Desm. 1847. Septoria castaneicola ingår i släktet Septoria och familjen Mycosphaerellaceae.   Inga underarter finns listade i Catalogue of Life.